# 800 mètres masculin aux championnats du monde d'athlétisme 2007
 (juillet 2017).
Si vous disposez d'ouvrages ou d'articles de référence ou si vous connaissez des sites web de qualité traitant du thème abordé ici, merci de compléter l'article en donnant les références utiles à sa vérifiabilité et en les liant à la section « Notes et références ».
Navigation
Helsinki 2005 Berlin 2009
L'épreuve du 800 mètres masculin des championnats du monde d'athlétisme 2007 s'est déroulée du 30 août au 2 septembre 2007 dans le Stade Nagai d'Osaka, au Japon. Elle est remportée par le Kényan Alfred Yego.

## Résultats

### Finale
| Rang               | Athlète            | Pays            | Temps         | Notes |
| ------------------ | ------------------ | --------------- | ------------- | ----- |
| Médaille d'or      | Alfred Yego        | Kenya           | 1 min 47 s 09 |       |
| Médaille d'argent  | Gary Reed          | Canada          | 1 min 47 s 10 |       |
| Médaille de bronze | Yuriy Borzakovskiy | Russie          | 1 min 47 s 39 |       |
| 4                  | Abraham Chepkirwok | Ouganda         | 1 min 47 s 41 |       |
| 5                  | Wilfred Bungei     | Kenya           | 1 min 47 s 42 |       |
| 6                  | Amine Laâlou       | Maroc           | 1 min 47 s 45 |       |
| 7                  | Mbulaeni Mulaudzi  | Afrique du Sud  | 1 min 47 s 52 |       |
| 8                  | Mohammed al-Salhi  | Arabie saoudite | 1 min 47 s 58 |       |